# Малий Гаккель
Мали́й Га́ккель (Малий Аміот; рос. Малый Гаккель, Малый Амиот) — невеликий острів у затоці Петра Великого Японського моря. Знаходиться за 840 м на південь від мису Молот, та за 1,9 км на північний схід від мису Гаккеля. Адміністративно належить до Хасанського району Приморського краю Росії.

## Географія
Острів має видовжену з півночі на південь форму довжиною 150 м при максимальній ширині в 50 м. Протяжність берегової смуги становить 330 м. Береги скелясті та стрімкі. Острів вкритий травою та чагарниками. Джерел прісної води немає. Південний мис являє собою високу та довгу галькову косу з валунами, яка тягнеться далі до сусіднього острова Великий Гаккель приблизно на 80 м.

## Історія
Острів названий в 1870-их роках на честь штабс-капітана, керівника будівництва портів Східного океану Модеста Гаккеля.